# Tambak Sawah
Tambak Sawah is een bestuurslaag in het regentschap Sidoarjo van de provincie Oost-Java, Indonesië. Tambak Sawah telt 10.755 inwoners (volkstelling 2010).